# Forte Kumbhalgarh
Il Forte Kumbhalgarh è una fortezza Mewar situata nell'ovest dei monti Aravalli, nel distretto di Rajsamand vicino a Udaipur nel Rajasthan, stato dell'India occidentale. Si tratta di un patrimonio dell'umanità dell'UNESCO parte delle Fortezze collinari del Rajasthan. Costruito nel corso del XV secolo da Rana Kumbha, forte Kumbhalgarh è anche il luogo di nascita di Maharana Pratap, il grande re e guerriero dei Mewar. Occupato fino alla fine del XIX secolo, è ora aperto al pubblico ed è illuminato per pochi minuti ogni sera. Forte Kumbalgarh si trova 82 km a nord ovest di Udaipur ed è la più importante fortezza Mewar dopo Forte Chittor.
Nel 2013, nel corso della 37ª sessione del World Heritage Committee tenuta a Phnom Penh in Cambogia, Forte Kumbhalgarh, assieme ad altri cinque forti del Rajasthan, venne dichiarato patrimonio dell'umanità sotto la denominazione di Fortezze collinari del Rajasthan.
Ha una muraglia di cinta lunga 38 km, la seconda a livello mondiale dopo la grande muraglia cinese.

## Storia
La storia antica del forte non può essere accertata a causa della mancanza di fonti. Il primo nome del forte si crede sia stato Machhindrapur, mentre Sahib Haqim, uno storico, lo chiamò Mahore. Il forte originale si ritiene sia stato costruito dal re Samprati dell'era Maura a causa della importanza strategica del sito nel corso del VI secolo. La storia successiva, fino all'invasione da parte di Ala-ud-din II di Delhi nel 1303, è ancora oscura.
L'attuale struttura venne fatta costruire da Rana Kumbha e dalla sua dinastia che erano indù sisodia rajput. Si presume sia stato progettato dal famoso architetto dell'era Madan. Il regno Mewar di Rana Kumbha si estendeva da Forte Ranthambore a Gwalior e comprendeva ampi tratti del Madhya Pradesh e del Rajasthan. Degli 84 forti presenti nei suoi domini, Rana Kumbha si dice che ne abbia progettato 32, dei quali Kumbhalgarh è il più grande e più elaborato.
Kumbhalgarh separava Mewar e Marwar ed era utilizzato come luogo di rifugio per i governanti di Mewar in caso di pericolo. Un esempio notevole fu il caso del principe Udai, che riparò qui nel 1535, quando Forte Chittor era sotto assedio. Il principe Udai, che in seguito salì al trono dei Mewar come Udai Singh II, fu anche il fondatore della città di Udaipur. Il forte rimase inespugnabile agli assalti, e cadde solo una volta, a causa di una carenza di acqua potabile, ad opera un esercito costituito dalle forze coalizzate Moghul dell'imperatore Akbar, di Raja Man Singh di Amber, di Raja Udai Singh di Marwar e di Mirza del Gujarat.
Ahmed Shah I di Gujarat attaccò il forte nel 1457, ma non riuscì ad espugnarlo. All'epoca c'era una credenza locale, secondo la quale la divinità Banmata proteggesse il forte e Ahmed Shah distrusse il tempio pensando che questo bastasse a rimuovere la protezione. Vi furono altri tentativi, nel 1458-1459 e nel 1467, da parte di Mahmud Khilji, ma anche questi si dimostrarono inutili. Si crede che il generale di Akbar, Shabhbaz Khan, abbia preso il controllo del forte nel 1576. Nel 1818, una banda armata di sannyasi costituì un presidio per proteggere la fortezza, ma venne convinta da Tod e il forte fu preso dai Maratha. Vennero fatti ampliamenti da parte dei Maharana di Mewar, ma la struttura originale, costruita da Maharana Kumbha, rimane ancora intatta. Gli edifici residenziali e i templi sono ben conservati. Il forte è anche noto per essere il luogo di nascita di Maharana Pratap.

## Architettura

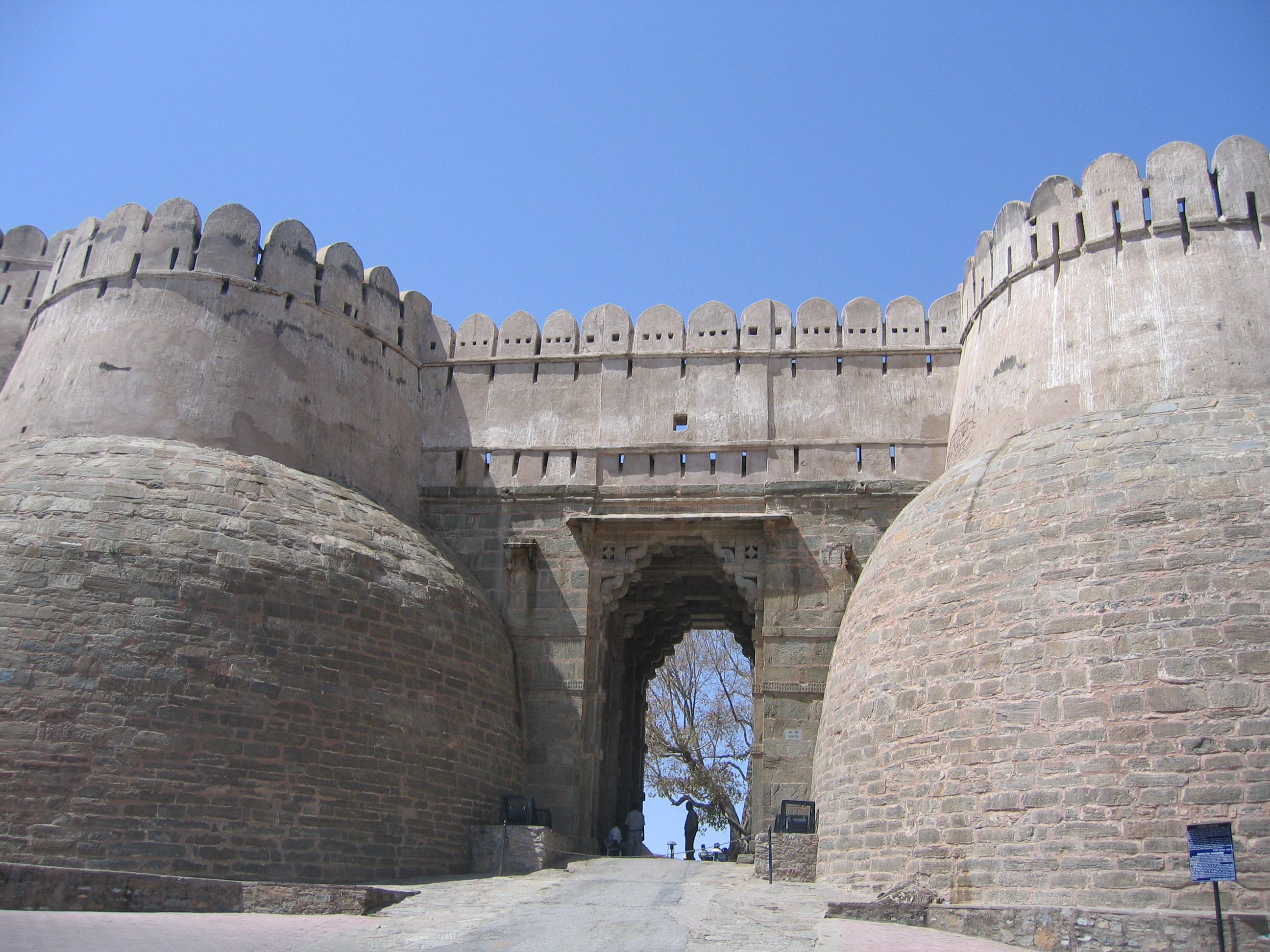
La massiccia porta del forte Kumbhalgarh, chiamata Ram Pol (Porta Ram)

Costruito su una collina, alla quota di 1.100 metri sul livello del mare, nella catena dei monti Aravalli, il Forte Kumbhalgarh ha delle mura lunghe 36 km, seconde al mondo alla sola grande muraglia cinese e con uno spessore di 4,5 metri. Forte Kumbhalgarh ha sette porte fortificate. All'interno vi sono più di 360 templi, 300 giainisti e il resto induisti. Dalla sommità del palazzo si ha una vista di chilometri sui monti Aravalli. Le dune di sabbia del deserto di Thar sono visibili dalle mura del forte.
Secondo una leggenda, nel 1443, il Maharana di Kumbhalgarh, Rana Kumbha, tentò inizialmente più volte senza successo di costruire le mura di fortificazione. Venne allora consultato un maestro spirituale, in merito ai problemi della costruzione, il quale disse al re che un sacrificio umano volontario avrebbe risolto l'impedimento. Il maestro consigliò la costruzione di un tempio dove mettere la testa mozzata e di costruire la muraglia del forte sul resto del suo corpo. Come ci si può aspettare per un certo tempo non si trovò alcun volontario, ma un giorno un pellegrino (alcune versioni suggeriscono un soldato e altre che il maestro spirituale e il pellegrino erano la stessa persona) accettò di essere ritualmente decapitato. Oggi la porta principale della fortezza, Hanuman Pol, contiene un santuario e un tempio per commemorare il grande sacrificio.
Secondo il folklore popolare, Maharana Kumbha fece utilizzare grandi lampade, che consumavano cinquanta chilogrammi di ghi e cento chilogrammi di cotone, per dare luce ai contadini che lavoravano nella valle di notte.
Le sue mura sono le seconde al mondo per estensione, dopo la grande muraglia cinese, e sono note come grande muraglia dell'India.

## Principali strutture del forte
Il serbatoio Lakhola è la più grande riserva d'acqua presente nel forte e fu costruito da Rana Lakha nel periodo 1382-1421. Si trova nella parte occidentale della città di Kelwara e misura 5 km. in lunghezza e da 100 a 200 metri in larghezza. Aveva una profondità di 15 metri all'epoca dell'indipendenza dell'India ma da allora è stata portata a 23 metri circa. Aaret Pol sul lato occidentale, Halla Pol con una pendenza verso il basso dall'ingresso, Ram Pol e Hanuman Pol vicino Bavadi, sono le principali porte della fortezza. Vi sono iscrizioni sui piedi di idoli nella Hanuman Pol che riportano dettagli sulla costruzione del forte. Bad Shahi Bavdi è una cisterna a gradini, che si ritiene sia stata costruita durante l'invasione di Shahbaz Khan nel 1578, il generale di Akbar, per fornire acqua alle truppe. La maggior parte degli edifici sono visibili dalla Ram Pol, che è considerata un esemplare architettonico.
Templi indù
Un tempio dedicato a Ganesh, su una piattaforma alta 2,7 metri, è considerato il primo tempio costruito nel forte. Il tempio Neel Kanth Mahadeva si trova nel lato orientale del forte e fu costruito nel 1458. La cella centrale dedicata a Shiva è raggiungibile attraverso un recinto rettangolare ed è una struttura sostenuta da 24 enormi pilastri. Il dio Shiva è realizzato in pietra nera ed è raffigurato con 12 mani. Le iscrizioni indicano che il tempio è stato restaurato da Rana Shanga.
Templi gianisti
Il Parsva Natha (costruito nel 1513) sul lato orientale, il Bawan e il Golera sono i più importanti templi giainisti all'interno del forte. Il tempio Mataji, chiamato anche Kheda Devi si trova a sud del tempio Neela Kanth. I templi Mamdeo, Pital Shah e Surya Mandir (tempio del sole) sono altri templi importanti del complesso.

## Cultura
Il Rajasthan Tourism Department organizza annualmente al Forte una festa della durata di tre giorni per commemorare la passione per l'arte e l'architettura del Maharana Kumbha. Spettacoli di suoni e luci sono organizzati avendo il forte come sfondo. Concerti e manifestazioni di danza fanno parte dei festeggiamenti.
Sei forti del Rajasthan, Forte Amber, Forte Chittor, Forte Gagron, Forte di Jaisalmer, Forte Kumbhalgarh e Forte Ranthambore vennero inclusi tra i patrimoni dell'umanità dell'UNESCO nel giugno 2013. Essi sono stati riconosciuti come rappresentanti la cultura e l'architettura Rajput.